# Галисийски език
Галисийският език (самоназвание: galego) e западноиберийски език, говорен в Галисия. Галисия е автономна област, намираща се в северозападна Испания, която по конституция е „историческа националност“.

## Класификация
Исторически погледнато галисийско-португалският език води началото си от Галисия и Северна Португалия (римската провинция Галеция) и след 14 век разширил района на възникването си, след като португалската експанзия го разпространила на юг. Има езиковеди, които считат модерния галисийски и поргугалски за диалекти или за две разновидности на един и същи език. По този въпрос се водят дебати. Например в предишни издания на Енциклопедия Британика галисийският е бил португалски диалект, говорен в северозападна Испания, който преди погрешно се е смятал за диалект на испански. Галисийското правителство обаче не смята галисийския за разновидност на португалски, а по-скоро за отделен език. В резултат на векове изолация между двата езика взаимното разбиране помежду им понякога може да бъде трудно, въпреки че по принцип е доста лесно.
Родството между галисийски и португалски може да се сравни с това между български и т.нар. македонски, между молдовски и румънски, между фламандски и нидерландски или между окситански и каталонски.
Институтът за галисийски език (Instituto da Lingua Galega – ILG), който твърди, че галисийският може да се смята като независим романски език от групата на иберийско-романските езици. От друга страна обаче, според Галисийската езикова асоциация (Associaçom Galega da Língua – AGAL) разликите между галисийски и португалски не са достатъчни, за да се смятат за два отделни езика, също както е при другите разновидности на португалски – бразилски португалски, африкански португалски, екстремадурски (Испания), и други диалекти. По тази причина галисийският използва правопис по-близък до португалския, отколкото до испанския, затова при тях Galicia се пише Galiza. В някои аспекти обаче португалските диалекти са по-консервативни от галисийските, повечето от които са изгубили звучния фрикативен звук /z/.
Най-близките португалски диалекти до галисийски са Alto-Minho португалски, Trás-os-Montes португалски, и северен португалски.
Така или иначе дискусиите за галисийския език имат склонност да отразяват вечното разискване в галисийското общество дали отново да поддържат собствената си идентичност („изолационизъм") или да се асимилират към по-голяма културна група („геинтеграционизъм").

## Географско разпространение
Галисийски се говори от повече от 3 милиона души – от по-голямата част от хората, живеещи в Галисия, както и от многото галисийски имигранти в другите краища на Испания (Мадрид, Барселона, Бискай), също така в Европа (Андора, Женева, Лондон) и в Иберо-америка (Буенос Айрес, Монтевидео, Хавана).
Заради историческото минало на галисийския като неофициален език някои автори считат, че езиковото положение в Галисия може да се нарече диглосия, като галисийският е в най-долната част на континуума, а испанският в най-горната. Други обаче не смятат така.

### Официален статут
Испания е признала галсисийския език като един от четирите официални езика на Испания (lenguas españolas). Останалите три са кастилски (известен още като испански), каталонски (или валенсиански) и баски. Галисийски се учи в началните и средните училища и в университетите в Галисия. Освен това той е приет устно като португалски от парламента на Европейския съюз и се използва като такъв от галисийските представители Хосе Посада, Камило Ногейра и Хосе Мануел Бейрас.

### Диалекти
Галисийският има множество диалекти и всичките са напълно разбираеми помежду си.

## Звуци
| Фонема (МФА) | Буква | Пример |
| ------------ | ----- | ------ |
| /a/          | a     | nada   |
| /e/          | e     | tres   |
| /ɛ/          | e     | ferro  |
| /i/          | i     | min    |
| /o/          | o     | bonito |
| /ɔ/          | o     | home   |
| /u/          | u     | rúa    |

| Фонема(МФА) | Буква | Пример         |
| ----------- | ----- | -------------- |
| /b/         | b/v   | banco, ventá   |
| /θ/         | z/c   | cero, zume     |
| /tʃ/        | ch    | chama          |
| /d/         | d     | dixo           |
| /f/         | f     | falo           |
| /g/ или /ħ/ | g/gu  | galego, guerra |
| /k/         | c/qu  | conta, quente  |
| /l/         | l     | luns           |
| /ʝ/ or /ʎ/  | ll    | botella        |
| /m/         | m     | mellor         |
| /n/         | n     | nove           |
| /ɲ/         | ñ     | mañá           |
| /ŋ/         | nh    | algunha        |
| /p/         | p     | por            |
| /ɾ/         | r     | hora           |
| /r/         | r/rr  | recto, ferro   |
| /s/         | s     | sal            |
| /t/         | t     | tinto          |
| /ʃ/         | x     | viaxe          |

## Граматика
Галисийският позволява местоименни клитики (енклитики или проклитики) да се прикрепват към формите на глагола в изявително и подчинително наклонение, също както е в португалския, но не и в кастилския (официален в цяла Испания).